# Turue Cut
Turue Cut is een bestuurslaag in het regentschap Pidie van de provincie Atjeh, Indonesië. Turue Cut telt 985 inwoners (volkstelling 2010).